# Roar Strand
Roar Strand (Trondheim, 1970. február 2. –) norvég válogatott labdarúgó.
A norvég válogatott tagjaként részt vett az 1994-es, az 1998-as világ és a 2000-es Európa-bajnokságon.

## Sikerei, díjai
Rosenborg
- Norvég bajnok (16): 1990, 1992, 1993, 1994, 1995,  1997, 1998, 1999, 2000, 2001, 2002, 2003, 2004, 2006, 2009, 2010
- Norvég kupagyőztes (5): 1990, 1992, 1995, 1999, 2003